# Aeroportul Kasama
Aeroportul Kasama (IATA: KAA, ICAO: FLKS) este un aeroport din Zambia ce deservește zona Kasama.
Situat la o altitudine de 1.384 m, aeroportul dispune de o singură pistă.